# Brevicipitidae
A Brevicipitidae a kétéltűek (Amphibia) osztályába és  a békák (Anura) rendjébe tartozó  család. A család korábban a szűkszájúbéka-félék (Microhylidae) család Brevicipitinae alcsaládját alkotta. Újabb vizsgálatok szerint viszont a monofiletikus családot alkotó öt nemzetség az afrikai békák egy nagyobb leszármazási vonalához tartozik a lapátorrúbéka-félék (Hemisotidae), a mászóbékafélék (Hyperoliidae) és az Arthroleptidae családokkal együtt.

## Jellemzői
A családhoz tartozó fajok Afrika Szaharától délre eső területein honos, az Etiópia-Angola vonaltól délre egészen Dél-Afrikáig. Bizonyos fajok, például a Breviceps nemhez tartozók, hím és nőstény egyedei között óriási a testméretkülönbség. A hímek annyival kisebbek, végtagjaik annyira rövidek testméretükhöz képest, hogy párzás közben képtelenek átölelni a nőstényt. Ezért bőrük tapadós váladékot bocsát ki, amely segítségével párosodás közben a nőstényhez tapadhat. A nagyjából gömbölyű petéket föld alatti üregekbe rejtik. A teljes mértékben kifejlett fiatal egyedek közvetlenül a petéből kelnek ki. A kládot jellemző tulajdonságok: a csontosodott homlokcsont hiánya, rendkívül rövid fej, közvetlen kifejlődés.

## Rendszerezés
A családba az alábbi nemek tartoznak:
- Balebreviceps Largen & Drewes, 1989
- Breviceps Merrem, 1820
- Callulina Nieden, 1911
- Probreviceps Parker, 1931
- Spelaeophryne Ahl, 1924